# نيكو برانديربورغ
نيكو برانديربورغ (بالألمانية: Nico Brandenburger)‏ (26 يناير 1995 ببرلين في ألمانيا - ) هو لاعب كرة قدم ألماني في مركز الوسط. لعب مع نادي لوزيرن.

## روابط خارجية
- نيكو برانديربورغ على موقع قاعدة بيانات كرة القدم.إي يو (الإنجليزية)
- نيكو برانديربورغ على موقع عالم كرة القدم.نت (الإنجليزية)
- نيكو برانديربورغ على موقع AS.com (الإسبانية)